# Lonchura vana
El capuchino de las Arfak (Lonchura vana) es una especie de ave paseriforme de la familia Estrildidae que habita en las montañas Anggi Gigi, Tamrau y Arfak, en la península Vogelkop, al noroeste de Papúa, Indonesia. 
Habita en prados húmedos y en los pantanos de media montaña. También puede ser encontrada en las zonas agrícolas abandonadas y cerca de establecimientos humanos.

## Identificación
El capuchino Arfak mide aproximadamente 10 cm de largo. Es un capuchino que tiene la zona de la cabeza color gris pálido y el pecho color gris pardusco, con una banda estrecha y gris en el pecho, el vientre marrón, y la zona superior, junto con las alas, en color marrón oscuro, aclarándose hacia la zona de la cola, que termina siendo amarillo claro. 

## Amenazas
Se ha visto que su hábitat natural está siendo gradualmente destruido por los granjeros para ser usado en prácticas agrícolas. Sin embargo, puede ser encontrado en áreas agrícolas y puede poder sobrevivir en este hábitat. 

## Medidas de conservación
Se has estudiado minuciosamente su especie, sus requerimientos y amenazas con el propósito de conservar su hábitat, que son prados y pantanos en Anggi Gigi. También se ha propuesto establecer si la Reserva de Naturaleza de Pegunungan Arfak cumple los requisitos para ser un hábitat conveniente para la especie y para hallar uno al nordeste de Papúa, para conservar esta especie. 